# Marcel Langiller
Marcel Langiller, född den 2 juni 1908 och död den 28 december 1980, var en fransk fotbollsspelare.
Langiller spelade under sin karriär för Excelsior Roubaix (1928-1933), Red Star Olympique (1933-1934), AS Saint-Étienne (1935-1937) och CA Paris (1936-1938). Han vann Coupe de France två gånger, 1928 och 1933.
Langiller spelade totalt trettio landskamper för det franska landslaget och han deltog bland annat i VM 1930 i Uruguay där han spelade alla tre matcherna och gjorde ett mål i den första matchen mot Mexiko.